# Omen

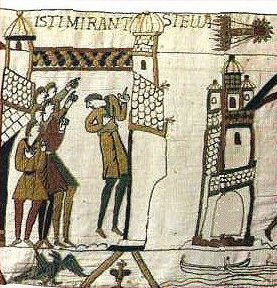
Halleys komet som tolkades som ett omen på Bayeuxtapeten, 1000-talet.

Omen, eller järtecken, är varsel, förebud eller tecken på något, inom folktron uppfattningen att vissa händelser kan säga något om en persons framtid och kommande händelser, positiva eller negativa. 

## Romerska religionen
Auguren och haruspexen i den romerska religionen var professionella uttolkare av omen. Auguren tolkade fåglarnas flykt medan haruspexen tolkade omen i heliga djurs inälvor. Se även auspicier.